# Panteon, Rim
Panteon (latinsko Pantheum, iz grškega Πάνθειον Pantheion, '[tempelj] vseh bogov') je nekdanji rimski tempelj, zdaj cerkev v Rimu, v Italiji, na mestu starejšega templja, ki ga je naročil Mark Agripa v času vladanja cesarja Avgusta (27. pr. n. št.). Dokončal ga je cesar Hadrijan in verjetno posvetil približno leta 126. Datum izgradnje je negotov, ker se je Hadrijan odločil, da ne bo vpisal novega templja, temveč da bo obdržal napis Agripovega starejšega templja, ki je pogorel.
Stavba je okrogla s portikom velikih granitnih korintskih stebrov (osem v prvi vrsti  in dvema skupinama po štiri zadaj) pod pedimentom. Pravokotni preddverje povezuje verando z rotundo, ki je pod kasetirano betonsko kupolo, z osrednjo odprtino (okulus). Skoraj dva tisoč let po tem, ko je bila zgrajena, je Panteonova kupola še vedno največja nearmirana betonska kupola na svetu. Višina okulusa in premer notranjega kroga sta enaka, 43 metrov.
Je ena najbolje ohranjenih starih rimskih stavb, v veliki meri zato, ker je bila v svoji zgodovini stalno v uporabi. Od 7. stoletja dalje je Panteon služil kot cerkev, posvečena sveti Mariji in mučencem (latinsko Sancta Maria ad Martyres), vendar neformalno znana kot Santa Maria Rotonda. Trg pred Panteonom se imenuje Piazza della Rotonda. Panteon je državna last, ki ga upravlja italijansko Ministrstvo za kulturno dediščino in dejavnosti turizma preko Polo Museale del Lazio; leta 2013 ga je obiskalo več kot 6 milijonov ljudi.
Panteonova velika okrogla kupolasta cela, s konvencionalnim frontalnim sprednjim portikom, je bila edinstvena v rimski arhitekturi. Kljub temu je postala standardni primer, ko so oživili klasične sloge in so jih večkrat kopirali kasnejši arhitekti.

## Etimologija
Pantheon izhaja iz starogrške Pantheion, skupno vsem bogovom; (grško παν, pan, »vse« in θεόs, teós, »bog«). Kasij Dio, rimski senator in zgodovinar, ki je napisal v grščini, je razmišljal, da ime izhaja bodisi zaradi toliko kipov bogov, danih okoli te stavbe ali iz podobnosti kupole nebesom. Njegova negotovost močno kaže, da je bil "Pantheon" (ali Pantheum) samo vzdevek in ne formalno ime objekta. Torej je pojem, da je panteon posvečen vsem bogovom, vprašljiv.

## Zgodovina

### Antika
Po bitki pri Akciju (31. pr. n. št.) je Mark Agripa začel impresiven gradbeni program: Panteon je bil del kompleksa, ki ga je ustvaril na svojem posestvu na Campus Martius v letih 29. – 19 pr. n. št., ki je obsegal tri zgradbe od juga do severa: Agripove terme, Neptunovo baziliko in Panteon. Zdi se verjetno, da sta Panteon in Neptunova bazilika bila Agripina sacra privata, ne aedes publicae (javni tempelj). Ta manj svečana oznaka bi pomagala razložiti, kako bi lahko zgradba tako enostavno izgubila svoje prvotno ime in namen (Ziolkowski trdi, da je bil prvotno tempelj Marsa v Campu) v tako razmeroma kratkem času.
Že dolgo je veljalo, da je zgradbo zgradil Agripa, s kasnejšimi spremebami in to je bilo deloma posledica latinskega napisa na sprednji strani templja, ki pravi:
M·AGRIPPA·L·F·COS·TERTIVM·FECIT
ali v celoti, »M[arcus] Agrippa L[ucii] f[ilius] co[n]s[ul] tertium fecit«, kar pomeni 'Marcus Agrippa, sin Luciusa, je naredil [to stavbo], ko je bil tretjič konzul'. Vendar pa so arheološka izkopavanja pokazala, da je bil Agripin Panteon popolnoma uničen, razen fasade. Lise Hetland trdi, da se je sedanja gradnja začela leta 114, pod Trajanom, štiri leta po tem, ko je bila že drugič uničena (Oros. 7.12). Ponovno je pregledala dokument Herberta Blocha iz leta 1959, ki je odgovoren za pogosto vzdrževan datum Hadrijana in trdi, da ne bi smel izključiti vseh opek iz obdobja Trajana iz svoje študije. Njen argument je posebej zanimiv v luči Heilmeyerjevega argumenta, da je Apolodor iz Damaska, Trajanov arhitekt, na podlagi slogovnih dokazov očiten arhitekt.
Razpravlja se o obliki Agripovega Panteona. Arheolog Rodolfo Lanciani je na podlagi izkopavanj v poznem 19. stoletju ugotovil, da je bil Agripov Panteon usmerjen tako, da se je v nasprotju s sedanjim tlorisom, ki je obrnjen proti severu in da je imel skrajšani T-plan z vhodom v bati "T"-ja. Ta opis je bil široko sprejet do konca 20. stoletja. Medtem ko so novejša arheološka izkopavanja pokazala, da je imela zgradba Agripe lahko krožno obliko s trikotno verando in da bi lahko bila obrnjena tudi na sever, podobno kot poznejše obnove, se Ziolkowski pritožuje, da so njihovi zaključki temeljili izključno na domnevi; po njegovem mnenju niso našli nobenega novega podatkovnega materiala, vendar so pripisali vse, kar so odkrili v agripovski fazi, ne da bi pojasnili dejstvo, da je Domicijan, znan po svojem navdušenju za gradnjo in za katerega je znano, da je po letu 80 obnovil Panteon, morda odgovoren za vse, kar so našli. Ziolkowski trdi, da je Lancianiova začetna presoja še vedno podprta z vsemi dosedanjimi ugotovitvami, vključno z njihovimi; poleg tega izraža skepticizem, ker zgradba, ki jo opisujejo, »ena zgradba, sestavljena iz velikega pronaosa in krožne cele istega premera, povezane z relativno ozkim in zelo kratkim prehodom (veliko tanjši od sedanjega vmesnega bloka), nima nobene znane vzporednice v klasični arhitekturi in bi nasprotovalo vsem, kar poznamo o načelih rimskega oblikovanja na splošno in zlasti o avgustovski arhitekturi«.
Edini odlomki, ki se nanašajo na dekoracijo Agripovega Panteona, ki ga je napisal očividec, so v Plinijevi Naravni zgodovini. Iz njega vemo, da so »tudi kapiteli stebrov, ki jih je postavil Agripa v Panteonu, izdelani iz sirakušskega brona« in »da ga je okrasil Diogen iz Aten, kariatide, ki tvorijo stebre templja, izgledajo kot mojstrovine odličnosti: enako tudi s kipi, ki so postavljeni na streho« in da je bil en od Kleopatrinih biserov odrezan na pol, tako da bi vsaka polovica »lahko služila kot obesek za ušesa Venere, v Panteonu v Rimu«.
Avgustov Panteon je bil uničen skupaj z drugimi zgradbami v velikem požaru leta 80.  Domicijan je obnovil Panteon, ki je bil ponovno požgan leta 110.
Stopnja, do katere naj bi bila dekorativna shema pripisana Hadrijanovim arhitektom, je negotova. Končal ga je Hadrijan, vendar ni bil naveden kot eno od njegovih del, uporabil je besedilo prvotnega napisa na novi fasadi (običajna praksa v Hadrijanovih projektih obnove po vsem Rimu; edina zgradba, na kateri je Hadrijan dal svoje ime, je bil tempelj poveličanega Trajana). Ni znano, kako je bila stavba dejansko uporabljena. Historia Augusta pravi, da je Hadrijan posvetil Panteon (med drugimi zgradbami) v imenu prvotnega graditelja (Hadr. 19.10), vendar sedanji napis ne more biti kopija izvirnika; ne vsebuje nobenih informacij o tem, komu je bila Agripova fundacija posvečena in po mnenju Ziolkowskega je bilo zelo malo verjetno, da bi se Agripa v 25. pr. n. št. predstavil kot consul tertium. Na kovancih, iste besede, M. Agrippa L.f cos. Tertium, so bile tiste, ki so se uporabljale in bi se nanašale nanj po njegovi smrti. Sprememba vpisa, novi napis odraža dejstvo, da je prišlo do spremembe namena stavbe.
Kasij Dion, grško-rimski senator, konzul in avtor celovite Zgodovine Rima, ki je pisal približno 75 let po rekonstrukciji Panteona, je zmotno pripisal kupolasto stavbo Agripi in ne Hadrijanu. Videti je, da je Dion edini, ki je omenil Panteon. Tudi do leta 200 je obstajala negotovost glede izvora stavbe in njenega namena:
 Agripa je dokončal gradnjo stavbe Panteon. Ima to ime, morda zato, ker je med slikami, ki so ga okrasile, dobila kipi mnogih bogov, vključno z Marsom in Venero; moje mnenje o imenu pa je, da zaradi svoje obokane strehe spominja na nebesa. — Kasij Dion, Rimska zgodovina  53.27.2
V letu 202 sta stavbo popravili skupaj cesarja Septimij Sever in njegov sin Karakala, za katerim je na arhitravu fasade še en manjši napis, pod prej omenjenim večjim besedilom. Ta, zdaj komaj čitljiv napis, se glasi:
IMP · CAES · L · SEPTIMIVS · SEVERVS · PIVS · PERTINAX · ARABICVS · ADIABENICVS · PARTHICVS · MAXIMVS · PONTIF · MAX · TRIB · POTEST · X · IMP · XI · COS · III · P · P · PROCOS  ET
IMP · CAES · M · AVRELIVS · ANTONINVS · PIVS · FELIX · AVG · TRIB · POTEST · V · COS ·PROCOS · PANTHEVM · VETVSTATE · CORRVPTVM · CVM · OMNI · CVLTV · RESTITVERVNT
V prevodu to pomeni:
Emp[eror] Caes[ar] L[ucius] Septimius Severus Pius Pertinax, zmagovalec v Arabiji, zmagovalec Adiabene, veliki zmagovalec v Partiji, Pontif[ex] Max[imus], desetkrat tribun, 11 krat cesar, trikrat konzul, P[ater] P[atriae] in prokonzul in
Emp[Eror] Caes[ar] M[arcus] Aurelius Antoninus Pius Felix Aug[ustus], petkrat tribun, konzul, prokonzul, so skrbno obnovili Panteon, uničen zaradi starosti.

## Srednji vek
Leta 609 je bizantinski cesar Focas dal stavbo papežu Bonifaciju IV., ki ga je pretvoril v krščansko cerkev in jo posvetil sv. Mariji in mučencem 13. maja 609: Drug papež, Bonifacij, je prosil istega cesarja Focasa v Konstantinoplu, naj v starem templju, imenovanem Panteon, po odstranitvi poganske umazanije, naredimo cerkev, svete device Marije in vseh mučenikov, da se bo spomin na svetnike odslej nadaljeval, kjer niso bili bogovi, ampak so se demoni prej častili« . Rečeno je bilo, da je bilo osemindvajset tovorov svetih relikvij mučencev odstranjenih iz katakomb in postavljenih v porfirni bazen pod velikim oltarjem. Na svoji posvetitvi je Bonifacij v novo svetišče postavil ikono Božje matere kot Panagia Hodegetria (vseh svetih voditeljica).
Posvetitev stavbe kot cerkve jo je rešila pred zapuščanjem, uničenjem in najhujšim delom, ki je prizadel večino stavb starega Rima v zgodnjem srednjem veku. Vendar pa je Pavel Diakon zapisal, da je cesar Konstans II. izropal zgradbo, ki jo je obiskal v Rimu v juliju 663:
Dvanajst dni je ostal v Rimu in izropal vse, kar je bilo v starih časih narejeno iz kovine za okras mesta, do te mere, da je celo odstranil streho cerkve [blažene Marije], ki je nekoč stala, imenovana Panteon in je bil ustanovljen v čast vseh bogov in zdaj je bil s soglasjem nekdanjih vladarjev mesto vseh mučencev; in odnesel od tam bronaste plošče in jih poslal z vsemi ostalimi okraski v Konstantinopel.
Veliko finega zunanjega marmorja je bilo odstranjenega skozi stoletja - na primer, kapiteli iz nekaterih pilastrov so v Britanskem muzeju. Dva stebra sta bila vgrajena v srednjeveške stavbe, ki so segale v Panteon na vzhodu in so bili izgubljeni. V začetku 17. stoletja je Urban VIII. Barberini odtrgal bronast strop portika in zamenjal srednjeveški zvonik s slavnima stolpoma dvojčkoma (pogosto napačno pripisana Berniniju), ki so jih imenovali "ritna ušesa" in sta stala do konca 19. stoletja. Edina druga izguba so bile zunanje skulpture, ki so krasile pediment nad Agripovim napisom. Marmorna notranjost je v veliki meri preživela, čeprav z veliko obnove.

### Renesansa
Od renesanse je Panteon mesto več pomembnih pokopov. Med pokopanimi so slikarji Rafael in Annibale Carracci, skladatelj Arcangelo Corelli in arhitekt Baldassare Peruzzi. Panteon je bil v 15. stoletju okrašen s slikami: najbolj znana je Oznanjenje Melozza da Forlìja. Filippo Brunelleschi je med drugimi arhitekti gledal na Panteon kot navdih za svoja dela.
Papež Urban VIII. (1623–1644) je naročil bronast strop panteonskega portika stopiti. Večina brona je bila uporabljena za izdelavo bombard za utrdbo Angelski grad, preostala količina pa je Apostolska camera uporabila za druga dela. Prav tako pravijo, da je bron uporabil Bernini pri ustvarjanju svojega slavnega baldahina nad glavnim oltarjem bazilike sv. Petra, vendar pa, po mnenju vsaj enega strokovnjaka, papežev zapis navaja, da je bilo približno 90% brona uporabljenega za top in da je bron za baldahin prišel iz Benetk. V zvezi s tem je anonimni sodobni rimski satirik zapel v pasquinade (javno objavljena pesem), da quod non fecerunt barbari fecerunt Barberini ('Kar barbari niso storili je Barberini [Urbana VIII. družinsko ime] storil').
Leta 1747 je bil obnovljen širok friz pod kupolo z lažnimi okni, vendar so bila le malo podobna originalu. V prvih desetletjih 20. stoletja je bil v eni od plošč ponovno ustvarjen del izvirnika, ki ga je bilo mogoče rekonstruirati iz renesančnih risb in slik.

### Sodobnost
V Panteonu sta pokopana dva italijanska kralja: Vittorio Emanuele II. in Umberto I. ter Umbertova kraljica Margerita.
Panteon se uporablja kot katoliška cerkev. Ob nedeljah in praznikih se odvijajo maše. Tu se občasno odvijajo tudi poroke.

## Opis
Prvotni tempelj je bil pravokoten, gledal je na jug in bil zgrajen iz travertina. Restavriral ga je Domicijan po požaru leta 80, popolnoma na novo zgrajen pa po popolnem uničenju v drugem požaru v času Trajanove vladavine. Hadrijanova rekonstrukcija iz leta 125 je radikalno spremenila prejšnjo zgradbo: pročelje je bilo obrnjeno za 180° proti severu, rotonda pa je bila zgrajena v praznem prostoru, ki je ležal pred prvim templjem.
Ogrodje strehe je bilo iz brona, ki ga je papež Urban VIII. porabil topove. Streha preddverja je bila iz pozlačenih bronastih ploščic; to je leta 665 cesar Konstanc II. odpeljal v Kontstantinopel. Vhodna bronasta vrata so še stara.
V notranjosti je bilo v sedmih vdolbinah med marmornatimi stebri sedem kipov glavnih planetarnih bogov, in sicer: Apolona, Diane, Jupitra, Marsa, Merkurja, 
Saturna in Venere. Vse stene v notranjosti so bile pokrite z marmorjem. Kasete v kupoli so bile okrašene z modrimi polji in pozlačenimi bronastimi zvezdami.
Današnja oblika, poznana po kolonadnem preddverju, ki gleda na trg in visokim, izoliranim in vidnim valju iznad katerega se dviga kupola - je povsem drugačna od Panteona iz Hadrijanove dobe. Okroglo telo je bilo nekoč obkroženo z drugimi zgradbami, pred impozantnim pročeljem dvignjenim na stopnice pa je bil dolg trg z arkadami na treh straneh. Slavna rotonda se od zunaj ni videla, saj je bila skrita za arkadami. Zgradba je bila enodelna, velik in okrogel prostor premera 143 čevljev, na vrhu pokrit s kupolo.
Zunanja vrsta stebrov na verandi je iz osem monolitov sivega granita, postavljenih na bazo iz belega marmorja, na vrhu so korintski kapiteli. Stebri v notranji vrsti so izrezani iz roza granita in ustvarjajo tri prehode: centralni prehod, ki vodi do vrat Panteona je širši od dveh stranskih, kjer so velike niše nekoč vsebovale kipe Avgusta in Agripe. Ta velika veranda je povezana z rotondo s pomočjo masivnega opečnega "avant-corpsa" zmešanega z marmorjem. Bronasta vrata so lesena, bila so močno restavrirana: lahko da niso več originalna.
Da bi se razbremenila teža, je zid rotonde (visok 21,7 m, debel 6,2 m) zgrajen s pomočjo posebnih arhitektonskih tehnik in iz vse lažjih materialov glede na višino, vse dokler na vrhu ne pride do okulusa. Razpored masivnih lokov podpira strukturo, ojačano z radialnimi podpornimi stebri. Ti razporejajo težo na osem masivnih, a delno votlih lokov, ki znotraj zgledajo kot osem velikih niš (eksedre in vhod) v zidni konstrukciji. Polkrožne ali pravokotne eksedre se menjavajo z osmimi kioski na stebrih, od katerih vsak vsebuje tri niše in stoji za dvema izbrazdanima, monolitnima korintskima stebroma.
Večina tal je originalna; narejena je iz večbarvnega marmorja in kamnov razporejenih v diagonalne vrste kvadratov in krogov vpisanih znotraj kvadratov. Polkrožna kupola je narejena iz enega dela premera 43,5 m: to je največja kupola kadarkoli zgrajena z uporabo nearmiranega betona. Notranjost kupole je razdeljena na pet vrst koncentričnih kesonov, ki se končajo v gladkem prstanu. Okulus je okrogla odprtina na strehi, približno 9 m premera. Služi za prezračevanje in osvetlitev. Svetloba, ki pada skozenj, obsije večino notranjščine. V tleh so narejene luknje, ki skrbijo za drenažo. Okulus ni namenjen samo dekoraciji, ampak predvsem zmanjšanju mase strehe. Zunanjost kupole je okrašena s pomočjo sedem prstanov stopnic, od katerih se vidi le najvišji del. Proporci zgradbe so vzorni: cilinder in kupola imata isti premer, kar je v skladu z Arhimedovo simetrijo.
Panteon je centralna zgradba, kar pomeni da je tloris krožnica ali geometrijski lik v katerega se lahko vriše krožnica. Iz tlorisu se vidi, da je zgradba sestavljena iz dveh različnih delov: velik osrednji prostor pod kupolo in pravokotnim preddverjem, sestavljenim iz 16 korintskih granitnih stebrov, ki so visoki 12,50 m, delno zaprt z zidom, a na pročelju razčlenjen s stebri. Osrednji prostor je zaprt z zidom, ki je z notranje strani razčlenjen z nišami in pari stebrov.
Vertikalni presek kaže, da je zid sestavljen iz dveh koncentričnih ovojev narejenih iz horizontalno položenih opek med katerimi je prostor izpolnjen z betonom iz kamna in trstike. Kupola je konstruirana v treh horizontalnih pasovih: spodnji je iz slojev drobne opeke, srednji iz izmeničnih slojev opeke in tufa in zadnji iz sloja tufa in, zaradi njegove lahkosti, vulkanskega kamna. V notranjosti kupole se doseže, na približno dveh tretjinah višine zunanjega valja, s tem, kot tudi z večjim zaklinjenjem spodnjega dela kaset, s čimer se sugerira, da se središče kupole nahaja nižje kot je v resnici, učinek popolne dominacije svoda. Ta učinek je istočasno potrjen in osvobojen z odprtino v sredini: pogled v nebo od znotraj in prodor svetlobe in sončnih žarkov še poudarjajo prstan odprtine, material in oblika kupole, njen prostor in površina.
Notranji prostor je en sam, pregleden, statičen. Tak karakter prostora daje predvsem popolnoma uravnotežen odnos vertikal in horizontal (premer = višina). K statičnosti doprinese skoraj izključno horizontalna razdelitev mase – niz paralelnih prstanov vse manjših premerov, ki vodijo pogled do odprtine, od koder se svetloba enakomerno razprostira po prostoru. Mere zgradbe so take, da pri vhodu z enim pogledom lahko zaobsežemo celoten prostor. Drugi venec vidimo pod kotom 25º, zgornji rob kupole pod 45º, kar ne zahteva nikakršnega napora, ker je prilagojeno fiziološkim lastnostim oči. Statičnost in preglednost prostora je neznatno negirana z maso zidov. Prostor stopnjevano iztiska maso. V spodnjem delu, kjer je masa najdebelejša, prostor v obliki niš prodira najgloblje. Z lažnimi okni nad nišami je prodor prostora mnogo plitvejši. S kasetami prostor vstopa plitvo, kar odgovarja tanjšanju mase kupole, vendar postopno, s čimer je še enkrat ponovljen osnovni ritem mase in prostora. V razmerje mase in prostora je vključeno tudi gibanje svetlobe. Ta prihaja z vrha vertikalne osi kocke-krogle, v katero je zgradba vkomponirana. Svetloba prihaja z mesta kjer je masa najtanjša in se enakomerno razprostira do delov kjer je najdebelejša. To so niše, kjer prostor globoko vstopa v maso, ter tako ustvarja zelo oster kontrast svetlobe in teme, v katerem se vidi plastičnost vsakega detajla.

## Katoliške spremembe
Današnje visoke oltarje in apside je naročil papež Klemen XI. (1700–1721) in jih je zasnoval Alessandro Specchi. Na apsidi nad glavnim oltarjem je poslikana bizantinska ikona Marija in otrok iz 7. stoletja, ki jo je Focas podaril papežu Bonifaciju IV. ob posvetitvi Panteona za krščansko bogoslužje 13. maja 609. Kor je bil dodan leta 1840, oblikoval ga je Luigi Poletti.
V prvi niši desno od vhoda je upodobljena Sacra Cintola in sv. Nikolaj iz Barija (1686), ki jo je naslikal neznani umetnik. Prva kapela na desni, kapela Marijinega oznanjenja, ima fresko Oznanjenje, pripisano Melozzu da Forlìju. Na levi strani je platno Clementa Maiolija sv. Lovrenc in sv. Neža (1645–1650). Na desni steni je Nejevernost sv. Tomaža (1633) Pietra Paola Bonzija.
V drugi niši je freska iz toskanske šole iz 15. stoletja, ki prikazuje Kronaje Device Marije. V drugi kapeli je grob kralja Viktorja Emmanuela II. (umrl 1878). Prvotno je bila posvečena Svetemu Duhu. Odločili so se, kateri arhitekt naj bi ga oblikoval. Giuseppe Sacconi je sodeloval na natečaju, a je izgubil - kasneje je oblikoval grobnico Umberta I. v nasprotni kapeli.
Manfredo Manfredi je zmagal na natečaju in začel delati leta 1885. Grob je sestavljen iz velike bronaste plošče, nad katero je rimski orel in grb Savojcev. Zlata luč nad grobnico gori v čast Viktorju Emmanuelu III., ki je leta 1947 umrl v izgnanstvu.
Tretja niša ima skulpturo Lorenza Ottonija sv. Ana in devica Marija. V tretji kapeli je slika Umbrijske šole iz 15. stoletja, Marija milosti med sv. Frančiškom in sv. Janezom Krstnikom. Znana je tudi kot Madonna ograje, ker je prvotno visela v niši na levi strani portika, kjer je bila zaščitena z ograjo. Premaknili so jo v kapelo Marijinega oznanjenja, nato pa na njeno sedanje mesto nekje po letu 1837. Bronast epigram se spominja obnove papeža Klementa XI. Na desni steni je platno Cesar Fokas predstavlja Panteon papežu Bonifaciju IV. (1750). V nadstropju so tri spominske plošče, od katerih ena spominja na Gismonda, napisano v domačem jeziku. V zadnji niši na desni strani je kip sv. Anastazija (1725) Bernardina Camettija.
Na prvi niši levo od vhoda je Marijino vnebovzetje (1638) Andrea Camasseija. Prva kapela na levi je kapela sv. Jožefa v Sveti deželi in je kapela bratovščine virtuozov pri Panteonu. To se nanaša na bratovščino umetnikov in glasbenikov, ki jo je tukaj oblikoval Canon cerkve v 16. stoletju, Desiderio da Segni, da bi zagotovili ohranjanje čaščenja v kapeli.
Prvi člani so bili med drugim Antonio da Sangallo mlajši, Jacopo Meneghino, Giovanni Mangone, Zuccari, Domenico Beccafumi in Flaminio Vacca. Bratovščina je še naprej črpala člane iz elite rimskih umetnikov in arhitektov, med kasnejšimi člani pa najdemo Berninija, Cortono, Alessandro Algardi wAlgardija in mnoge druge. Institucija še vedno obstaja in se danes imenuje Academia Ponteficia di Belle Arti (Papeška akademija lepih umetnosti), ki ima sedež v palači Cancelleria. Oltar v kapeli je prekrit z lažnim marmorjem. Na oltarju je kip sv. Jožefa in svetega otroka Vincenza de Rossija.
Ob straneh so slike (1661) Francesca Cozze, enega od virtuozov: Čaščenje pastirjev na levi strani in Čaščenje magov na desni. Štuko omet na levi, Sanje sv. Jožefa, je Paola Benaglia, tisti na desni, Počitek med begom iz Egipta, pa Carla Monaldija. Na oboku je več platen iz 17. stoletja, od leve proti desni: Cumeanska Sibila avtorja Ludovica Gimignanija, Mojzes Francesco Rosa, Večni Oče Giovannija Peruzzinija, David, ki ga je naslikal Luigi Garzi in Eritrejska Sibila Giovannija Andrea Carlona.
Druga niša ima kip sv. Neže, ki ga je izdelal Vincenzo Felici. Doprsni kip na levi je portret Baldassara Peruzija, ki izhaja iz mavčnega portreta Giovannija Duprèa. V naslednji kapeli je grob kralja Umberta I. in njegove žene Margerite Savojske. Kapela je bila prvotno posvečena sv. Mihaelu nadangelu, nato pa sv. Tomažu apostolu. Sedanja oblika je delo Giuseppeja Sacconija, ki ga je po njegovi smrti dokončal njegov učenec Guido Cirilli. Grob je sestavljen iz alabastrne plošče, vgrajene v pozlačeni bron. Friz ima alegorične predstave Velikodušnosti, Eugenija Maccagnanija in Veličasja Arnalda Zocchija. Kraljeve grobnice vzdržuje Državni inštitut častne straže kraljevih grobnic, ustanovljen leta 1878. Ob grobovih organizirajo tudi stražo. Oltar s kraljevskimi grbi je Cirillijev.
Tretja niša ima posmrtne ostanke - njegove Ossa et cineres, "Kosti in pepel", kot pravi napis na sarkofagu - velikega umetnika Rafaela. Njegova zaročenka Maria Bibbiena je pokopana desno od njegovega sarkofaga; umrla je, preden sta se lahko poročila. Sarkofag je dal papež Gregor XVI., njegov napis pa se glasi ILLE HIC EST RAPHAEL TIMUIT QUO SOSPITE VINCI / RERUM MAGNA PARENS ET MORIENTE MORI, kar pomeni 'Tu leži Rafael, ki medtem ko je bil živ se je mati vseh stvari (narava) bala da jo bo presegel, ko pa je umiral, se je bal, da bo tudi sama umrla. Epigraf je napisal Pietro Bembo.
Sedanja ureditev je iz leta 1811, ki jo je zasnoval Antonio Muñoz. Doprsni kip Rafaela (1833) je Giuseppa Fabrisa. Obe plošči sta spomin na Marijo Bibbieno in Annibale Carraccija. Za grobnico je kip, imenovan Madonna del Sasso (Marija skale), imenovana zato, ker počiva z eno nogo na balvanu. Leta 1524 ga je naročil Rafael in izdelal Lorenzetto.
V kapeli Križanja je v nišah vidna rimska zidana stena. Leseno razpelo na oltarju je iz 15. stoletja. Na levi steni je Spust svetega Duha (1790) Pietra Labruzija. Na desni strani je nizki relief Kardinal Consalvi predstavlja papežu Piju VII. pet pokrajin, obnovljenih za Sveti sedež (1824), ki ga je naredil danski kipar Bertel Thorvaldsen. Doprsni kip je portret kardinala Agostina Rivarole. Zadnja niša na tej strani ima kip sv. Evasija (Sant'Evasio) (1727) Francesca Moderatija.